# Producción de eucalipto

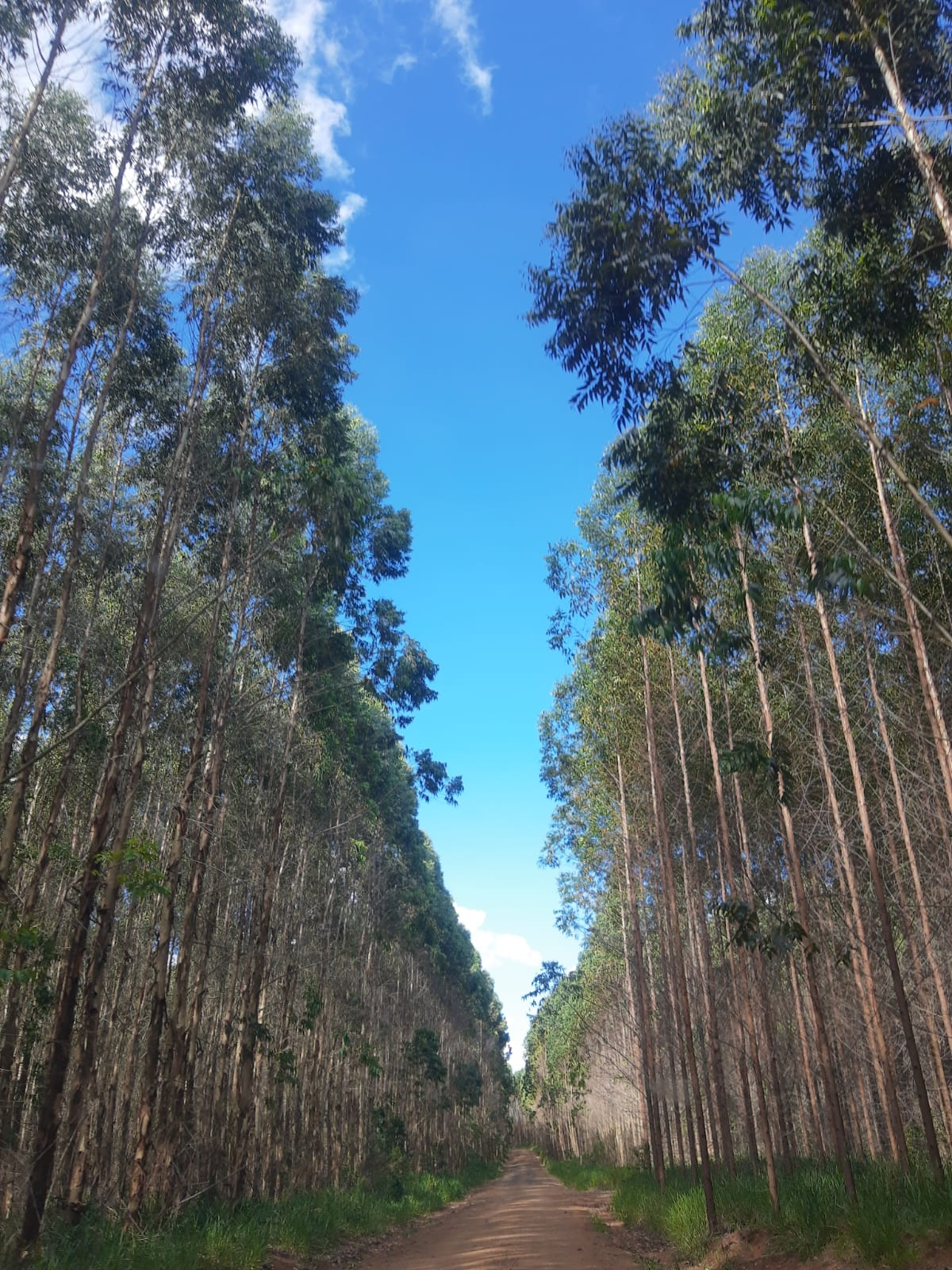
Reforestación con eucalipto en el estado de Paraná, Brasil.

La producción de eucalipto es la plantación en grandes extensiones de territorio de árboles de eucalipto, fundamentalmente para destinarlos a la industria papelera. 
Existen dificultades para estimar globalmente la cantidad de hectáreas plantadas con eucalipto. Sin embargo, se estima que en 2018 existían 22.57 millones de hectáreas de eucaliptos plantadas a nivel global en 95 países, en comparación con casi 18 millones de hectáreas en la década del 2000. Brasil lidera la producción mundial con más de 3 millones de hectáreas plantadas, seguido por India, China, Portugal, España y Sudáfrica. Alrededor del 90% de las hectáreas que existían en 1990 fueron plantadas desde 1950, y más del 50% fueron plantadas a partir de la década de 1980.

## Impacto ambiental

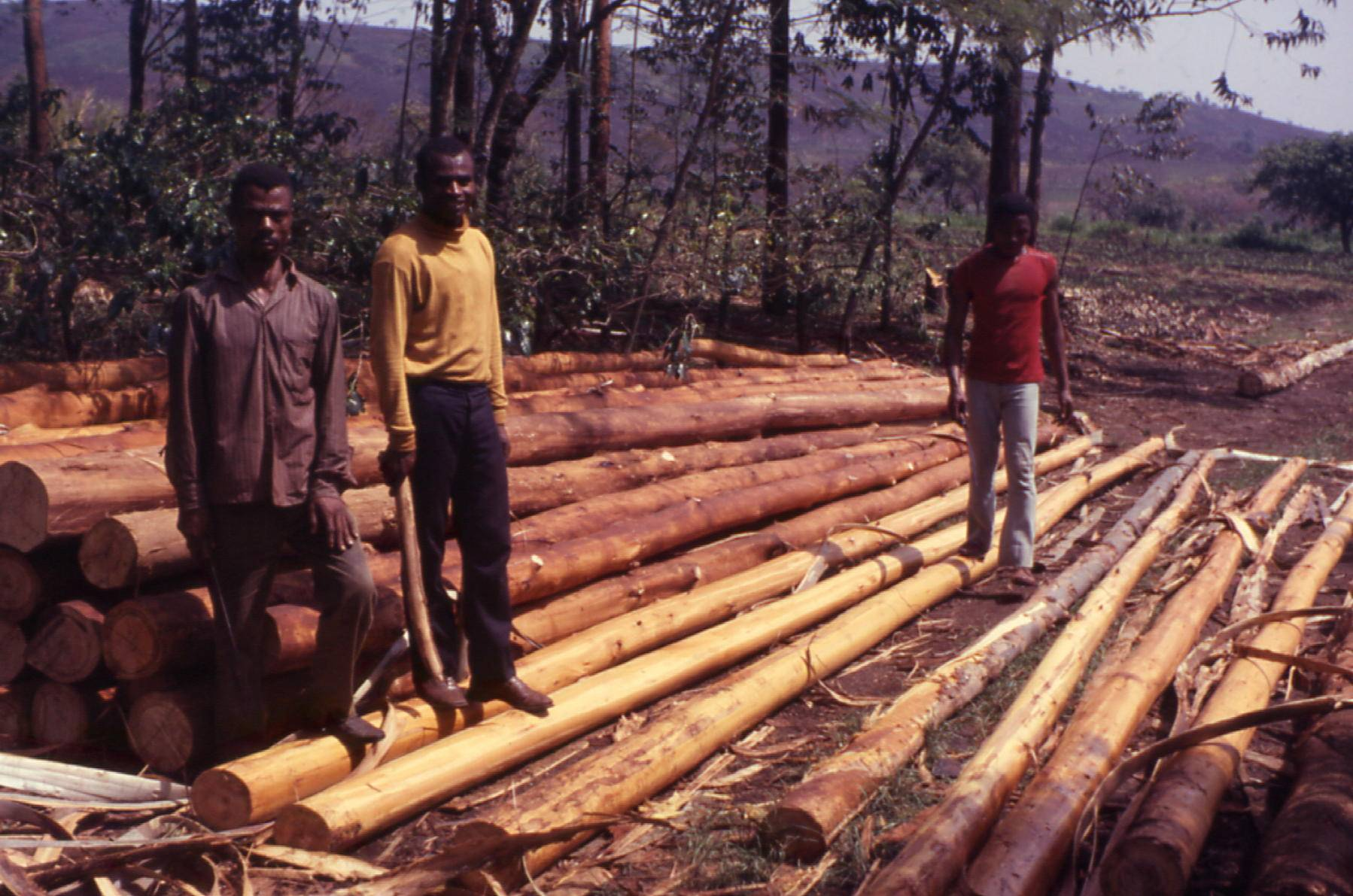
Derribamiento de eucaliptos en 1973.

Un estudio global de 2021 llevado a cabo en la península ibérica, América del Sur y África Central comparó los ecosistemas de arroyos con bosque nativo y plantaciones de eucaliptos. El estudio encontró que había una disminución en los servicios ecosistémicos prestados por las plantaciones forestales en los arroyos, particularmente en la descomposición de materia orgánica (hojas) por parte de organismos invertebrados.

## Por países

### Brasil
En Brasil, se han documentado importantes impactos ambientales y sociales como resultado de la gran expansión del monocultivo de eucalipto, incluida una reducción drástica de la biodiversidad en las áreas plantadas, reducción de la calidad y el volumen de los cuerpos de agua en la región, sedimentación y eutrofización de ríos y lagos, contaminación de suelos y cuerpos de agua por el uso de pesticidas y fertilizantes en las plantaciones. También se han documentado daños a la microbiología y estructura del suelo. El monocultivo de eucaliptos contribuye al agotamiento, secado y erosión del suelo, y favorece la aparición de plagas y especies invasoras. Siendo una especie exótica en Brasil, y teniendo un alto potencial invasor, ya es una de las peores especies invasoras en las Unidades de Conservación brasileñas. La expansión de los monocultivos ha venido acompañada de un aumento de las denuncias y flagrantes violaciones a la legislación laboral y ambiental y a los derechos humanos, acaparamiento y problemas de tierras, éxodo rural, reducción de la producción rural, deforestación de áreas nativas y daños a las comunidades tradicionales, indígenas y quilombolas.

### Uruguay
Antonio Lussich introdujo el Eucalipto en Uruguay aproximadamente en 1896, en lo que hoy es el Departamento de Maldonado, y se ha extendido por toda la costa sureste y este. No había árboles en el área porque consistía en dunas de arena seca y piedras. Lussich también introdujo muchos otros árboles, particularmente acacias y pinos, aunque estos no se han expandido tan extensamente.
Los cultivos forestales uruguayos con especies de eucalipto se vienen impulsando desde 1989, cuando la nueva Ley Forestal Nacional estableció que el 20% del territorio nacional estaría dedicado a la silvicultura. Como el principal paisaje de Uruguay son los pastizales (140.000 km 2, 87% del territorio nacional), la mayoría de las plantaciones forestales se establecerían en regiones de pradera. En la década de los '90, un decreto de Luis Alberto Lacalle modificó las áreas permitidas para forestación, permitiendo que se forestara en suelos tradicionalmente destinados a la agricultura y la ganadería.
Las especies de eucalipto más plantadas son E. grandis, E. globulus y E. dunnii ; se utilizan principalmente para plantas de celulosa. Aproximadamente 80.000 ha de E. grandis ubicadas en los departamentos de Rivera, Tacuarembó y Paysandú se destinan principalmente al mercado de madera sólida, aunque una parte se utiliza para aserrío y contrachapado. El área actual bajo plantaciones forestales comerciales es el 6% del total. Los principales usos de la madera producida son la producción de plantas de celulosa libres de cloro elemental (para celulosa y papel), aserrío, madera contrachapada y bioenergía (generación termoeléctrica). La mayoría de los productos obtenidos de los aserraderos y plantas de celulosa, así como la madera contrachapada y los troncos, se exportan. Esto ha elevado los ingresos de este sector con respecto a los productos tradicionales de otros sectores. Las plantaciones forestales uruguayas tienen tasas de crecimiento de 30 metros cúbicos por hectárea por año y la cosecha comercial ocurre después de nueve años.

#### Impactos ambientales
La siembra de Eucalyptus sp. ha sido criticado debido a la preocupación de que el suelo se degradaría por el agotamiento de los nutrientes y otros cambios biológicos. Durante los últimos diez años, en las regiones del noroeste de Uruguay el Eucalyptus sp. las plantaciones han alcanzado tasas anuales de forestación del 300%. Esa zona tiene una superficie boscosa potencial de 1 millones de hectáreas, aproximadamente el 29% del territorio nacional dedicado a la silvicultura, de las cuales aproximadamente 800.000 hectáreas están actualmente forestadas por monocultivo de Eucalyptus spp. Se espera que la sustitución radical y duradera de la cobertura vegetal provoque cambios en la cantidad y calidad de la materia orgánica del suelo. Dichos cambios también pueden influir en la fertilidad del suelo y en sus propiedades físicas y químicas. Los efectos en la calidad del suelo asociados con Eucalyptus sp. las plantaciones podrían tener efectos adversos en la química del suelo; por ejemplo: acidificación del suelo, lixiviación de hierro, actividades alelopáticas y una alta relación C:N de la hojarasca.
Además, dado que la mayor parte de la comprensión científica de los efectos del cambio de la cobertura del suelo está relacionada con ecosistemas donde los bosques fueron reemplazados por pastizales o cultivos, o los pastizales fueron reemplazados por cultivos, los efectos ambientales de los cambios actuales en la cobertura del suelo uruguayo no se comprenden bien. La primera publicación científica sobre estudios de suelos en plantaciones de árboles de la zona occidental (enfocada en la producción de pulpa) apareció en 2004 y describía la acidificación del suelo y los cambios de carbono en el suelo, similar a un proceso de podzolización y destrucción de arcilla (minerales tipo ilita), que es el principal reservorio de potasio en el suelo. Si bien estos estudios se realizaron en una zona importante para el cultivo forestal, no pueden definir la situación actual del resto de la superficie de cultivo de eucalipto. Además, recientemente, Jackson y Jobbagy propusieron otro impacto ambiental adverso que puede resultar del cultivo de eucaliptos en los suelos de las praderas: la acidificación de los arroyos.
El impacto también alcanza a los mamíferos. Un estudio analizó diferentes estadios de una plantación de eucaliptos en Uruguay, que encontró que, si bien los impactos sobre los mamíferos eran menores de lo anticipado en la literatura científica, es necesario implementar más medidas de protección de diferentes especies de mamíferos en el contexto de las plantaciones de eucalipto.